# Oriaethus longicornis
Oriaethus longicornis är en skalbaggsart som beskrevs av Francis Polkinghorne Pascoe 1864. Oriaethus longicornis ingår i släktet Oriaethus och familjen långhorningar. Inga underarter finns listade i Catalogue of Life.